# Русское имперское движение
«Русское имперское движение» (РИД) — российская крайне правая, ультранационалистическая, монархическая организация, исповедующая идеологию превосходства белой расы.
Базируется в Санкт-Петербурге. Лидер организации — Станислав Анатольевич Воробьёв.
РИД включено в список террористических организаций в США и Канаде. Из-за вторжения России на Украину, «Русское имперское движение» и «Имперский легион» внесены в санкционные списки Евросоюза и Швейцарии.

## Идеология
Сторонники РИД исповедуют «политическое православие», выступают за восстановление монархии в России, являясь последователями черносотенцев, действовавших в России в начале XX века. РИД выступает за создание Новороссии, критикует политику Иосифа Сталина. На информационных ресурсах РИД публикуются материалы антисемитского и антииммигрантского направления, публикуются материалы, отрицающие COVID-19, ведётся пропаганда терроризма.

## История
Основателем организации является Станислав Воробьёв, ранее являвшийся сторонником Всероссийской партии монархического центра. По различным данным создание Русского имперского движения относят к 2002 году или 2005 году. В 2008 году Русское имперское движение сформировало свою военизированную организацию (военно-патриотический клуб) «Имперский легион», который возглавил Денис Гариев. К 2011 году Русское имперское движение присоединилось к Народному ополчению имени Минина и Пожарского.

### Имперский легион
У группы есть два тренировочных центра в Санкт-Петербурге.
В июле 2014 года, после начала войны на Донбассе, движение начало обучение и отправку добровольцев в поддержку самопровозглашённых республик. Они участвовали в боевых действиях в районах Славянска, Донецка, Дебальцева, Миуса и села Никишино. Ряд членов «Имперского легиона» работали наёмниками на Ближнем Востоке и Северной Африке. 30 января 2020 года стало известно, что Владимир Скопинов, ранее воевавший на Донбассе и в Сирии, погиб в Ливии. Скопинов стал вторым членом РИД, погибшим в Ливии.
С 2022 года представители организации принимали участие в ходе вторжения России на Украину.

## Санкции
В РФ сайт организации и несколько номеров печатного издания движения внесены министерством юстиции в федеральный список экстремистских материалов.
6 апреля 2020 года Государственный департамент США классифицировал РИД как специально признанного глобального террориста, а три его лидера (Станислав Анатольевич Воробьёв, Денис Валлиуллович Гариев и Николай Николаевич Трушалов) попали в список специально обозначенных граждан и заблокированных лиц. Ранее Госдеп США включал в список террористических организаций лишь группы связанные исламским терроризмом, кроме того РИД стал первой группировкой превосходства белых, включённой в данный список. Министерство юстиции США внесло сайт организации и её печатные издания в список экстремистских материалов.
3 февраля 2021 года РИД также было включено в список террористических организаций в Канаде.
16 декабря 2022 года Евросоюз внес «Русское имперское движение» и «Имперский легион» в санкционные списки, отмечая что группа пропагандирует этнический русский национализм и стремится разжечь экстремизм сторонников превосходства белой расы на Западе, кроме того группа активно участвует в агрессивной войне против Украины от имени Российской Федерации. Таким образом, «Имперский легион» материально поддерживает действия, которые подрывают или угрожают территориальной целостности, суверенитету и независимости Украины. Также под санкции стран Евросоюза попал Станислав Воробьёв как глава движения сторонников превосходства белой расы и Денис Гариев как глава «Русского имперского легиона». Позже к санкциям присоединилась Швейцария. 24 февраля 2023 года «Русское имперское движение», «Имперский легион», Денис Гариев и Станислав Воробьёв включены в санкционный список Японии.

## Международное сотрудничество
В 2008 году сторонники РИД посетили Швецию, где присутствовали на Дне памяти Карла XII в Стокгольме вместе с националистической «Партией шведов». Осенью 2015 года стало известно, что РИД высказал поддержку Северному движению сопротивления. Тогда же лидер РИД Воробьёв совершил визит в Швеции. В 2017 году члены РИД встречались с представителями ультраправой Традиционалистской рабочей партии.
26 января 2020 года в аэропорту Стокгольм-Арланда был арестован Анатолий Удодов, после того, как полиция обнаружила принадлежащий ему схрон оружия. За полгода до этого шведская полиция, установив его связь с Северным движением сопротивления, конфисковала у него большое количество огнестрельного оружия. Удодов был представлен Воробьёвым как представитель РИД в Швеции. В связи с этим следователи полагали, что он является рекрутером для тренировочных лагерей РИД. По данным шведской полиции, Удодов поддерживал отношения с осуждённым за терроризм Виктором Мелином. Мелин являлся частью группы шведских неонацистов, отправившихся в Россию для прохождения военной подготовки, а по возвращении в Швецию был ответственен за серию взрывов, направленных против меньшинств и политических оппонентов. РИД также проводила военную подготовку немецких, польских и финских неонацистов.
РИД также поддерживает связи с Чёрно-жёлтым альянсом в Австрии. Так, 9 ноября 2019 года Воробьёв участвовал во «Втором конгрессе европейских монархистов», проходившем в отеле Шёнбрунн, бывшем гостевом доме императора Франца Иосифа I. В том же месяце представитель РИД выступил с речью на международной конференции в Мадриде, организованной правой испанской политической партией «Национальная демократия» и на которой присутствовали члены правой европейской партии «Альянс за мир и свободу». В мае 2018 года Национал-демократическая партия Германии провела собрание в немецком городе Ризе, в котором также участвовали представители РИД и националистические движения «Сербское действие» и «Болгарский национальный союз — Новая демократия».
29 апреля 2020 года Министерство внутренних дел Испании получило отчёт разведки, где говорилось, что РИД подстрекает своих коллег в Испании к совершению террористических актов (нападению на инфраструктуру, транспорт и использование химического оружия против населения).
5 июня 2020 года немецкий журнал Focus сообщил, что немецким спецслужбам известно о подготовке немецких неонацистов в России. Тем не менее, по формальным причинам правоохранители не могли запретить гражданам Германии выезжать в Санкт-Петербург. Международный центр борьбы с терроризмом охарактеризовал отношения РИД с российским правительством как «вынужденный симбиоз»: до тех пор, пока РИД не совершает терактов внутри России, они могут действовать и проводить обучение боевиков, отправлять их на различные конфликты за рубежом, в которых участвует Россия.
Согласно расследованию, проведённому изданием Infobae, американская неонацистская террористическая группировка Atomwaffen Division, создала ячейку в России, а её члены проходили обучение вместе с РИД. Позднее директор американской правительственной организации Национальный контртеррористический центр Кристофер Миллер подтвердил, что американские неонацисты имеют контакты с РИД и ездят в Россию для подготовки. Центр международной безопасности и сотрудничества так охарактеризовал деятельность РИД в США: «В то время как РИД активно налаживал связи с европейскими группами сторонников превосходства белой расы, его работа с организациями в США исторически развивалась на личной, а не на формальной или институциональной основе. С 2020 года эта модель может измениться, учитывая предполагаемые отношения РИД с российским филиалом неонацистской организации Atomwaffen Division».

## Ссылка
- © Stanford University, Stanford, California 94305. MMP: Russian Imperial Movement (англ.). cisac.fsi.stanford.edu. Дата обращения: 20 июня 2023.
- Русское имперское движение на Радио «Свобода»